# Stefano Fernández
Stefano José Fernández Pizarro (Lima, Perú, 12 de febrero de 2002) es un futbolista peruano. Juega de mediocampista y su equipo es el Alianza Atlético de la Liga 1. 

## Trayectoria
Fernández se inició en la Academia Esther Grado de Bentín. En 2019 fue traspasado a las categorías inferiores de Alianza Lima. En la temporada 2021 probó suerte en club Real Oviedo de España, luego de un par de meses pasó a UTC de Cajamarca. A fines de 2022 fichó por el PASA Irodotos de Grecia y debutó el 8 de marzo de 2023 en el encuentro ante PS Kalamata por la Super League 2. 

## Clubes
| Club             | País   | Año       | Partidos | Goles |
| ---------------- | ------ | --------- | -------- | ----- |
| Alianza Lima II  | Perú   | 2019-2021 | -        | -     |
| Real Oviedo      | España | 2021      | -        | -     |
| U. T. C.         | Perú   | 2022      | 21       | 0     |
| PASA Irodotos    | Grecia | 2023      | 5        | 0     |
| Alianza Atlético | Perú   | 2023-     | 15       | 0     |